# Julio Stuardo
Julio Armando Stuardo González (Santiago, 31 de diciembre de 1932-Santiago, 20 de septiembre de 2015) fue un abogado y político chileno que se desempeñó como último intendente de la provincia de Santiago en 1973 antes del golpe de Estado.

## Biografía
Nació en Santiago de Chile el 31 de diciembre de 1932. Realizó sus estudios de Derecho en la Universidad de Chile, titulándose de abogado el 5 de agosto de 1963. Se desempeñó como secretario general de la Federación de Estudiantes de la Universidad de Chile (FECH), momento en el cual fue detenido el 29 de marzo de 1957 por su participación en las protestas que darían origen a la denominada «Batalla de Santiago» en los días siguientes. Fue secretario general de la Federación de Trabajadores de la Prensa y vicerrector de la Universidad de Chile en Chillán, además de gerente de Dinac (Empresa Nacional de Comercialización y Distribución).
Como militante del Partido Radical (PR), fue candidato a diputado en las elecciones parlamentarias de 1957 por el Primer Distrito de la Agrupación Departamental de Santiago, sin embargo no fue elegido; volvería a ser candidato por el mismo distrito en las elecciones de 1961, nuevamente sin éxito. En 1965 inició su militancia en el Partido Socialista de Chile (PS), y en las elecciones parlamentarias de 1969 fue candidato a senador por la Quinta Agrupación Provincial (O'Higgins y Colchagua), no resultando elegido. En 1971 y 1972 se desempeñó como director de Poder Campesino, la revista de capacitación del Instituto de Desarrollo Agropecuario (Indap).
El 11 de abril de 1973 asumió como intendente de la provincia de Santiago en reemplazo de Jaime Faivovich Waissbluth, quien se encontraba suspendido producto de una acusación constitucional en su contra. Durante su gestión ocurrieron hechos como la primera protesta homosexual en la Plaza de Armas de Santiago el 22 de abril —señalando que no permitiría nuevas manifestaciones similares—, el allanamiento e incautación de los equipos de Canal 6 el 19 de junio —luego que el gobierno considerara ilegales las transmisiones de dicha estación—, y el desalojo de las instalaciones de Canal 9 el 8 de septiembre, que se encontraban tomadas por sus trabajadores desde el 19 de enero.
Tras el golpe de Estado del 11 de septiembre de 1973, Julio Stuardo estuvo recluido en el Campo de Concentración de Isla Dawson, en el Estadio Chile y en el campamento de prisioneros Tres Álamos. Durante la dictadura militar, fue integrante del Comité Central Clandestino del PS entre 1976 y 1981, además de asesorar diversos sindicatos y participar en el Movimiento por la Asamblea Constituyente y el Comité de Defensa y Recuperación del Cobre. Fue uno de los fundadores de la Alianza Democrática en 1983, representando a los grupos socialistas que se encontraban en su proceso de reconstrucción y reunificación.
Tras el retorno a la democracia, en las elecciones parlamentarias de 1993 fue candidato a diputado por el distrito 15 (San Antonio y Casablanca), no resultando elegido. Falleció en Santiago el 20 de septiembre de 2015, y sus restos fueron velados en la sede de la Gran Logia de Chile.

## Historial electoral
| Año  | Tipo                      | Territorio                   | Pacto                          | Partido            | Votos | %    | Resultado |
| ---- | ------------------------- | ---------------------------- | ------------------------------ | ------------------ | ----- | ---- | --------- |
| 1957 | Parlamentarias a diputado | Primer Distrito (Santiago)   | Partido Radical                | Partido Radical    |       |      | No electo |
| 1961 | Parlamentarias a diputado | Primer Distrito (Santiago)   | Partido Radical                | Partido Radical    |       |      | No electo |
| 1969 | Parlamentarias a senador  | Quinta Agrupación Provincial | Partido Socialista             | Partido Socialista | 1070  | 0,87 | No electo |
| 1993 | Parlamentarias a diputado | Distrito 15                  | Concertación por la Democracia | PS                 | 6719  | 8,87 | No electo |